# Amanita augusta
Amanita augusta là một loài nấm tán trong chi Amanita, họ Amanitaceae và thuộc bộ Agaricales. Loài này được tìm thấy Tây Bắc Thái Bình Dương thuộc Bắc Mỹ. Tên khoa học cũ của loài là Amanita franchetti, tuy nhiên sau đó đã được đổi tên và được Bojantchev & R.M.Davis miêu tả chính thức vào năm 2013.